# Unifasciidae
De Unifasciidae zijn een familie van uitgestorven zee-egels (Echinoidea) uit de orde Spatangoida.

## Geslachten
- Unifascia Cooke, 1959 †